# Dettre János
Dettre János (Budapest, 1886. május 15. – Topolya, 1944. április vége) magyar publicista, szerkesztő, Balázs Béla gyermekkori jóbarátja.

## Élete
Amikor anyja, Dettréné Klein Irma tanítónő megözvegyült, négy fiúgyermekével Budapestről Szegedre költözött. Dettre János már katolikusként nevelkedett. A középiskolát Szegeden, a piaristáknál végezte, 1904-ben érettségizett. A kolozsvári egyetem jogi karán szerzett diplomát (1909), 1911-től Szegeden ügyvéd, 1912-ben felvette soraiba a szegedi Árpád szabadkőműves páholy, 1913-tól a város tiszti alügyésze volt. 1917-től vezércikkeket írt a Móra Ferenc által szerkesztett Szegedi Naplóba. 1918. november 20-án a város főispáni jogkörrel bíró kormánybiztosa, majd 1919. március 27-én a „polgári direktórium” egyik tagja, majd április 5-én a város főügyésze lett. A Tanácsköztársaság bukása után Szabadkára költözött, 1920. szeptembertől a Bácsmegyei Napló című napilap munkatársa, majd vezető szerkesztője volt. Itteni írásai gyakran Jean Jeudi név alatt jelentek meg.
Jugoszláviai emigrációjának az országból való kiutasítás vetett véget. Visszatért Szegedre, ahol újból ügyvédként működött, közben a Délmagyarország című lapnál publicisztikai tevékenységet folytatott. Az ország német megszállása után, 1944. április 19-én a jugoszláviai Topolyán kialakított gyűjtőtáborba internálták. Mielőtt az auschwitzi koncentrációs táborba deportálták volna, a gyűjtőtáborban megmérgezte magát.
Esztétikai, irodalmi és irodalompolitikai írásai különböző lapokban, folyóiratokban jelentek meg. Radó Imrével együtt szerkesztette a Jugoszláviai magyar írók almanachját (Szabadka, 1924). Ez volt az első olyan publikálási forma, amely lehetőséget adott az elszakított területek íróinak számbavételére és a közönséggel való megismertetésére. Emigrációja idején szerkesztőként fontos szerepe volt abban, hogy az 1920-ban újra megindult Bácsmegyei Napló a vajdasági magyarság vezető sajtóorgánuma lett. „A 20. század harmadik évtizedében alakult ki az újság első nagy redakciója, amelyet Fenyves Ferenc mellett dr. Dettre János neve fémjelez (1925-ig). Ők ketten voltak a Bácsmegyei Napló aranykorszakának vezéregyéniségei.”

## Munkái
- Vajdasági magyar írók Almanachja I. (szerk. Radó Imrével; Szabadka, 1924)
- Új partok felé. Válogatott cikkek; szerk., utószó Dér Zoltán; Veljko Vlahovic Munkásegyetem, Szabadka, 1979 (Életjel könyvek)